# Abisara gerontes
Abisara gerontes är en fjärilsart som beskrevs av Fabricius 1781. Abisara gerontes ingår i släktet Abisara och familjen Riodinidae. Inga underarter finns listade i Catalogue of Life.